# Honda Crossroad
O Honda Crossroad (ホンダクロスロード, Honda Kurosurōdo) é um nome usado por dois SUVs vendidos pela Honda apenas no Japão. O primeiro é um Land Rover Discovery rebatizado vendido no Japão entre 1993 e 1998, enquanto a segunda versão é um veículo mais compacto lançado em 2007.